# Combretum klossii
Combretum klossii là một loài thực vật có hoa trong họ Trâm bầu. Loài này được Ridl. mô tả khoa học đầu tiên năm 1920.